# James Thomas Lynn
James Thomas Lynn (Cleveland, 27 de fevereiro de 1927 - 6 de dezembro de 2010) foi um político norte-americano. Ele foi Secretário da Habitação e Desenvolvimento Urbano dos Estados Unidos.